# ZNF80
ZNF80 (англ. Zinc finger protein 80) – білок, який кодується однойменним геном, розташованим у людей на 3-й хромосомі. Довжина поліпептидного ланцюга білка становить 273 амінокислот, а молекулярна маса — 31 224.
| 10         |  | 20         |  | 30         |  | 40         |  | 50         |
| ---------- |  | ---------- |  | ---------- |  | ---------- |  | ---------- |
| MSPKRDGLGT |  | GDGLHSQVLQ |  | EQVSTGDNLH |  | ECDSQGPSKD |  | TLVREGKTYK |
| CKECGSVFNK |  | NSLLVRHQQI |  | HTGVKPYECQ |  | ECGKAFPEKV |  | DFVRPMRIHT |
| GEKPCKCVEC |  | GKVFNRRSHL |  | LCYRQIHTGE |  | KPYECSECGK |  | TFSYHSVFIQ |
| HRVTHTGEKL |  | FGCKECGKTF |  | YYNSSLTRHM |  | KIHTGEKPCK |  | CSECGKTFTY |
| RSVFFRHSMT |  | HTAGKPYECK |  | ECGKGFYYSY |  | SLTRHTRSHT |  | GEKPYECLEH |
| RKDFGYHSAF |  | AQQSKIHSGG |  | KNL        |  |            |  |            |

A: Аланін

C: Цистеїн

D: Аспарагінова кислота

E: Глутамінова кислота

F: Фенілаланін

G: Гліцин

H: Гістидин

I: Ізолейцин

K: Лізин

L: Лейцин

M: Метіонін

N: Аспарагін

P: Пролін

Q: Глутамін

R: Аргінін

S: Серин

T: Треонін

V: Валін

Задіяний у таких біологічних процесах, як транскрипція, регуляція транскрипції. 
Білок має сайт для зв'язування з іонами металів, іоном цинку, ДНК. 
Локалізований у ядрі.